# Manucho
Mateus Alberto Contreiras Gonçalves (født 7. marts 1983 i Luanda), bedre kendt som Manucho, er en angolansk fodboldspiller. Han flyttede fra Petro Atletico til Manchester United i januar 2008. Inden han overhovedet havde nået at spille en kamp for United, blev han lånt ud til det græske hold Panathinaikos i resten af 2007-08-sæsonen, på grund af problemer med en manglende skriftlig arbejdstilladelse i Storbritannien. Manucho fik en arbejdstilladelse kort tid efter, at han vendte tilbage til Manchester United i juli 2008, og han lavede sin debut for klubben i League Cup mod Middlesbrough den 23. september 2008. Han er også på det angolanske landshold.

## Karriere
Manucho begyndte sin fodboldkarriere i Flamenguinhos en lille ungdomsfodboldklub fra Terra Nova i Luanda, hvor han boede. Under ledelse af hans træner og far, Alberto Gonçalves, fik han trænet sig op som venstre wing, og han blev pludselig en af klubbens topprofiler.

### Tidlig karriere
Manuchos karriere ændrede sig til at blive professionel, da han skrev under med Benfica de Luanda, som var en klub i midten af den angolanske liga. Senere flyttede han til Luanda-holdet Petro Atlético, hvor han kæmpede en kamp for at komme på førsteholdet på grund af nærværet af angribere Flávio Amado. Efter at Flávio tog til det egyptiske hold Al-Ahly, begyndte Manucho at etablere sig selv på holdet, da han scorede 16 mål i 2006 og 15 i 2007.
Den 21. december 2007 blev det meddelt af Manucho havde accepteret en underskrift med de engelske Premier League-mestre Manchester United. Han flyttede til klubben i januar 2008 på en treårig kontrakt. Inden meddelelsen havde Manucho været til tre ugers træning med Manchester-klubben, hvor han formåede at imponere United-manageren Sir Alex Ferguson nok til at få en kontrakt.

### Panathinaikos
Den 31. januar 2008 blev det meddelt, at Manucho skulle udlånes til det græske hold Panathinaikos i 2007-08-sæsonen på grund af problemer med arbejdstilladelsen. Han kom straks på grækerklubbens førstehold. United-manageren Alex Ferguson meddelte den 1. februar 2008, at Manucho skulle være udlånt til Panathinaikos indtil slutningen på sæsonen. Udlånsperioden begyndte kort tid efter, at Angola var blevet slået ud af Africa Cup of Nations 2008 af Egypten.

### Manchester United
I slutningen af 2007-08-sæsonen kom Manucho tilbage til Manchester United til den nuværende sæson og klubbens sommertour i Sydafrika. Dog havde han fået en skade i mellemfoden og var ikke i stand til at spille i den del af sæsonens program.
I august 2008 bekræftede klubben, at de havde fået en arbejdstilladelse til Manucho, så han nu kunne spille for dem. Den 28. august 2008 beviste Manchester Evening News at Manucho faktisk allerede havde fået arbejdstilladelse tidligere den sommer, som også blev bekræftet på den officielle hjemmeside. Manucho fik trøje nummer 26 til 2008-09-sæsonen. Selvom det blev hævdet, han havde fået en voldsom skade og ikke kunne deltage i kampene. Dog fik han sin debut på førsteholdet som udskifter den 23. september 2008 i League Cuppens tredje runde hjemme mod Middlesbrough. Kampen endte 3-1 til Manchester United.

### Real Valladolid
Den 17. juli 2009 offentliggjorde Manchester United at de havde solgt spilleren til den spanske klub Real Valladolid hvor han havde underskrevet en 5 årig aftale.

## International karriere
Manucho spiller international fodbold for Angola. Han var med af den angolanske trup under hans nations succesfulde sæson i African Cup of Nations 2008.
I januar 2008 blev han udtaget til den angolanske trup til African Cup of Nations 2008 i Ghana. Han scorede åbningsmålet i Angolas første kamp mod Sydafrika og scorede senere to mål i deres anden kamp mod Senegal i en 3-1-sejr. Den 4. februar scorede Manucho Angola eneste mål i 2-1-nederlaget til Ægypten. Resultatet betød, at Angola blev slået ud af turneringen, men Manuchos 23 meters langskud blev betragtet som ”turneringens mål indtil videre”.  I slutningen af turneringen blev Manucho valgt til en af “The Best XI”, et hold med de bedste spillere på hver deres position.

## Eksterne links
- Fakta om Manucho Arkiveret 17. september 2008 hos  Wayback Machine hos Soccerbase (engelsk)